# 揚川改良
揚川改良（あげがわかいりょう）は、新潟県東蒲原郡阿賀町津川から同町黒岩に至る国道49号（重複：国道459号）の道路改良事業。

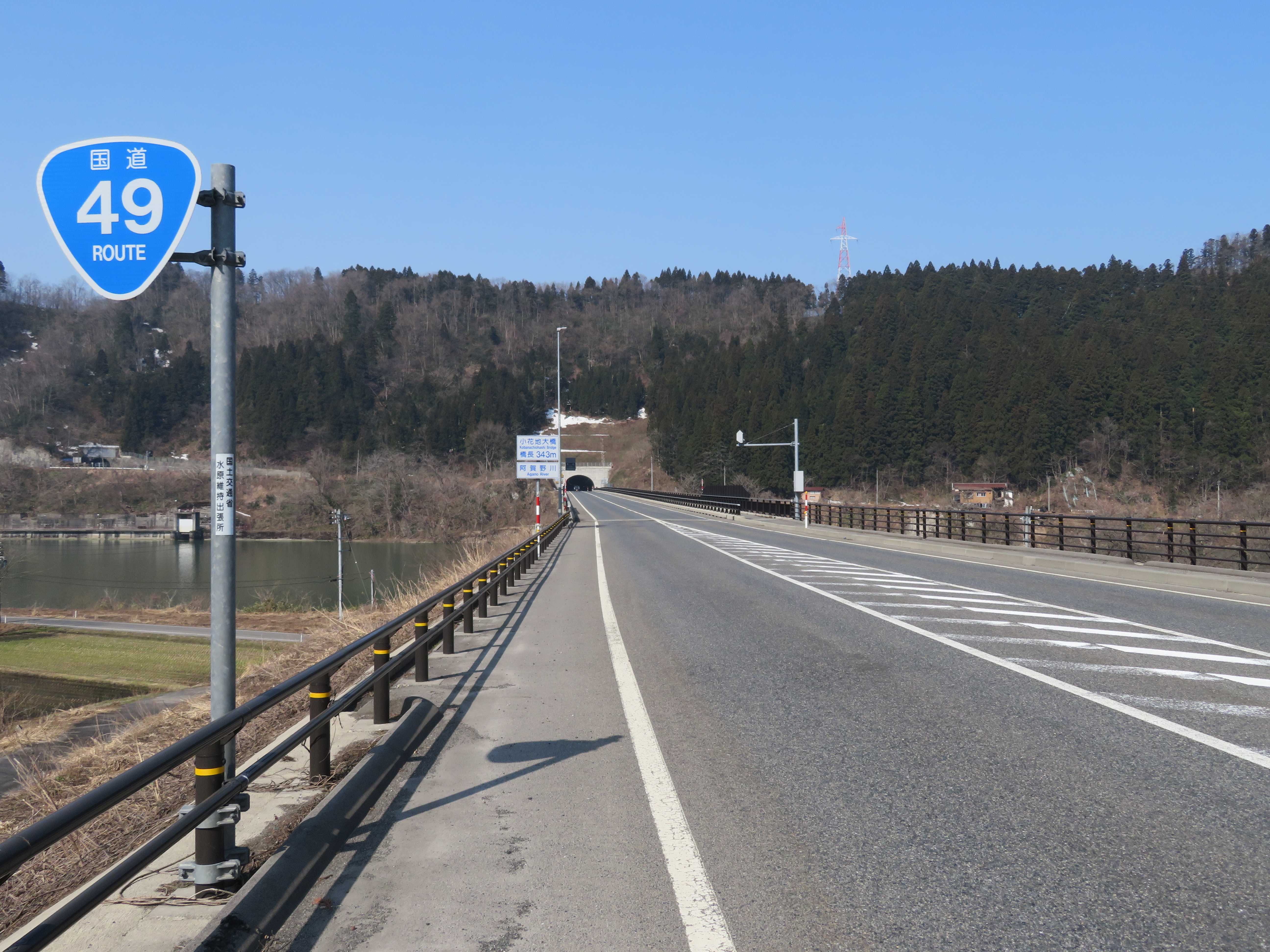
阿賀町小花地大橋付近

## 概要
国土交通省北陸地方整備局新潟国道事務所により「一般国道49号 揚川改良」の事業名称および「揚川道路」「揚川バイパス」の仮称で整備が進められていた延長7.5 km（キロメートル）の道路改良事業である。
国道49号の阿賀町津川から同町白崎に至る区間は、そのほとんどが阿賀野川右岸沿いの急峻な断崖に沿いながら磐越西線と並行する区間で、この間の道路施設の多くは老朽化や狭隘化が著しい条件下にあった。阿賀野川に架かる麒麟橋は架橋から半世紀を越えて老朽化が著しく進行しているのをはじめ、本尊岩トンネルや、前後に直角の急カーブがある揚川トンネルなど、幅員が狭隘で通行困難なトンネルも残存している。加えて同町大牧から黒岩にかけての区間は落石の危険性が高く、連続雨量150ミリメートルで通行止めとなる事前通行規制区間に指定されていた。また阿賀野川が増水した際に、冠水の恐れが生じる箇所も多かった。
揚川改良では1978年（昭和53年）の事業化以来、本尊岩周辺の災害対策などを進めてきたが、この区間ではたびたび土砂災害が発生しており、特に1995年（平成7年）4月1日に発生した新潟県北部地震では、本尊岩トンネル付近で最大237トンに及ぶ岩塊が崩壊したのをはじめ、合計約5000立方メートルに及ぶ落盤が発生し、国道に隣接する磐越西線の路盤が破壊されるなど大規模な被害が及んだことから、建設省（当時）では1997年度（平成9年度）に抜本的な改善策として、対岸の左岸側にバイパス道路を建設する方針を決定し、2000年度（平成12年度）から本格的な工事に着手し、2013年（平成25年）3月30日全線供用した。尚、この開通に伴い阿賀町大牧 - 黒岩間（揚川トンネル間）は通行止めとなった。

### 路線データ
- 延長：7.5 km
- 起点：新潟県東蒲原郡阿賀町津川
- 終点：新潟県東蒲原郡阿賀町黒岩
- 規格：第3種第2級
- 道路幅員：13.5 m
- 車線幅員：3.5 m
- 車線数：2車線
- 設計速度：60 km/h
- 最急勾配：4 %[4]

## 沿革
- 1978年度（昭和53年度） - 建設省（当時）が「一般国道49号 揚川改良」の事業名称で事業化[1]。
- 1988年（昭和54年）12月 - 三川村谷花地内の拡幅工事が竣工し、供用を開始[1]。
- 1997年度（平成9年度） - 改良道路の建設について検討を開始。
- 2000年度（平成12年度） - 改良道路の工事に着手、工事用道路の整備を開始[1]。
- 2001年度（平成13年度） - 用地取得に着手[1]。
- 2013年（平成25年）3月30日 - 全線供用開始[3]。

## 主な構造物
津川地区の阿賀野川左岸側、阿賀町西の集落南側の山間部をトンネルや橋梁などで横断する経路で、旧道の狭隘区間や急峻なカーブなどが解消され、土砂災害の危険地区も回避された。各構造物の名称は、新潟国道事務所と阿賀町が沿線集落の住民などからの要望を聞いた上で2011年（平成23年）春に決定した。
赤岩トンネルと黒岩トンネルでは、ラジオ再送信システムが運用されている。
新津川トンネル（延長98 m）
2011年（平成23年）9月に貫通した。
西高架橋（橋長171.0 m）
3径間連続PCラーメン箱桁橋
西ため池橋（橋長47.0 m）
単純2主鋼鈑桁橋
赤岩大橋（橋長43.0 m）
ポストテンションPCT桁橋
赤岩トンネル（延長2661 m）
2009年（平成21年）4月に貫通した。
小花地大橋（橋長343.2 m）
- 形式 - 3径間連続PCラーメン箱桁橋
- 橋長 - 343.2 m
  - 最大支間長 - 127 m

阿賀野川の揚川ダム湖を渡る。橋台は壁式橋台、橋脚はニューマチックケーソン基礎による逆T式橋台である。上部工は張出し架設工法により架設された。
黒岩トンネル（延長398 m）
上半先進ショーベンチカット工法で掘削された。2012年（平成24年）8月7日に貫通した。
黒岩橋（橋長55.5 m）
- 形式 - 単純鋼箱桁橋
- 橋長 - 55.500 m
  - 最大支間長 - 53.900 m

- 幅員 - 13.320-15.000 m
  - 車道 - 10.820 - 12.500 m
  - 歩道 - 片側2.500 m

- 施工 - 佐藤鉄工
- 竣工 - 2013年度（平成25年度）

RC底板でCCベントにより架設された。
| 阿賀町芦沢交差点（新津川トンネル東側）付近 |  | 赤岩大橋付近 |
| 阿賀町芦沢交差点（新津川トンネル東側）付近 |  | 赤岩大橋付近 |